# Rrok Gjonlleshaj
Rrok Gjonlleshaj (Velezhë, 10 febbraio 1961) è un arcivescovo cattolico kosovaro, dal 5 aprile 2016 arcivescovo di Antivari e primate di Serbia.

## Biografia
Rrok Gjonlleshaj è nato a Velezhë, una frazione di Prizren, il 10 febbraio 1961.

### Formazione e ministero sacerdotale
Ha compiuto la formazione scolastica primaria a Velezhë e poi ha studiato filosofia e teologia nel seminario di Fiume.
Il 1º agosto 1987 è stato ordinato presbitero per l'amministrazione apostolica di Prizren. In seguito ha svolto il ministero pastorale in diverse parrocchie, prima come vicario parrocchiale e in seguito come parroco. È stato anche direttore di Radio Maria, emittente cattolica locale e collaboratore della rivista religioso-culturale DRITA. Al momento della nomina episcopale era parroco della parrocchia di Sant'Antonio a Pristina ed economo dell'amministrazione apostolica di Prizren.

### Ministero episcopale
Il 5 aprile 2016 papa Francesco lo ha nominato arcivescovo di Antivari e primate di Serbia. Ha ricevuto l'ordinazione episcopale il 14 maggio successivo nella concattedrale di Santa Madre Teresa a Pristina dall'arcivescovo emerito di Antivari Zef Gashi, co-consacranti l'arcivescovo Juliusz Janusz, nunzio apostolico in Slovenia e delegato apostolico in Kosovo, e l'amministratore apostolico di Prizren Dodë Gjergji.
Nel gennaio del 2017 ha compiuto la visita ad limina.
Dal 28 settembre 2019 al 27 aprile 2021 e dal 18 marzo 2023 al 23 novembre 2024 è stato anche amministratore apostolico di Cattaro.

## Genealogia episcopale
La genealogia episcopale è:
- Cardinale Scipione Rebiba
- Cardinale Giulio Antonio Santori
- Cardinale Girolamo Bernerio, O.P.
- Arcivescovo Galeazzo Sanvitale
- Cardinale Ludovico Ludovisi
- Cardinale Luigi Caetani
- Cardinale Ulderico Carpegna
- Cardinale Paluzzo Paluzzi Altieri degli Albertoni
- Papa Benedetto XIII
- Papa Benedetto XIV
- Papa Clemente XIII
- Cardinale Enrico Benedetto Stuart
- Papa Leone XII
- Cardinale Chiarissimo Falconieri Mellini
- Cardinale Camillo Di Pietro
- Cardinale Mieczysław Halka Ledóchowski
- Cardinale Jan Maurycy Paweł Puzyna de Kosielsko
- Arcivescovo Józef Bilczewski
- Arcivescovo Bolesław Twardowski
- Arcivescovo Eugeniusz Baziak
- Papa Giovanni Paolo II
- Cardinale Jozef Tomko
- Arcivescovo Zef Gashi, S.D.B.
- Arcivescovo Rrok Gjonlleshaj